# Táo Arkansa Black

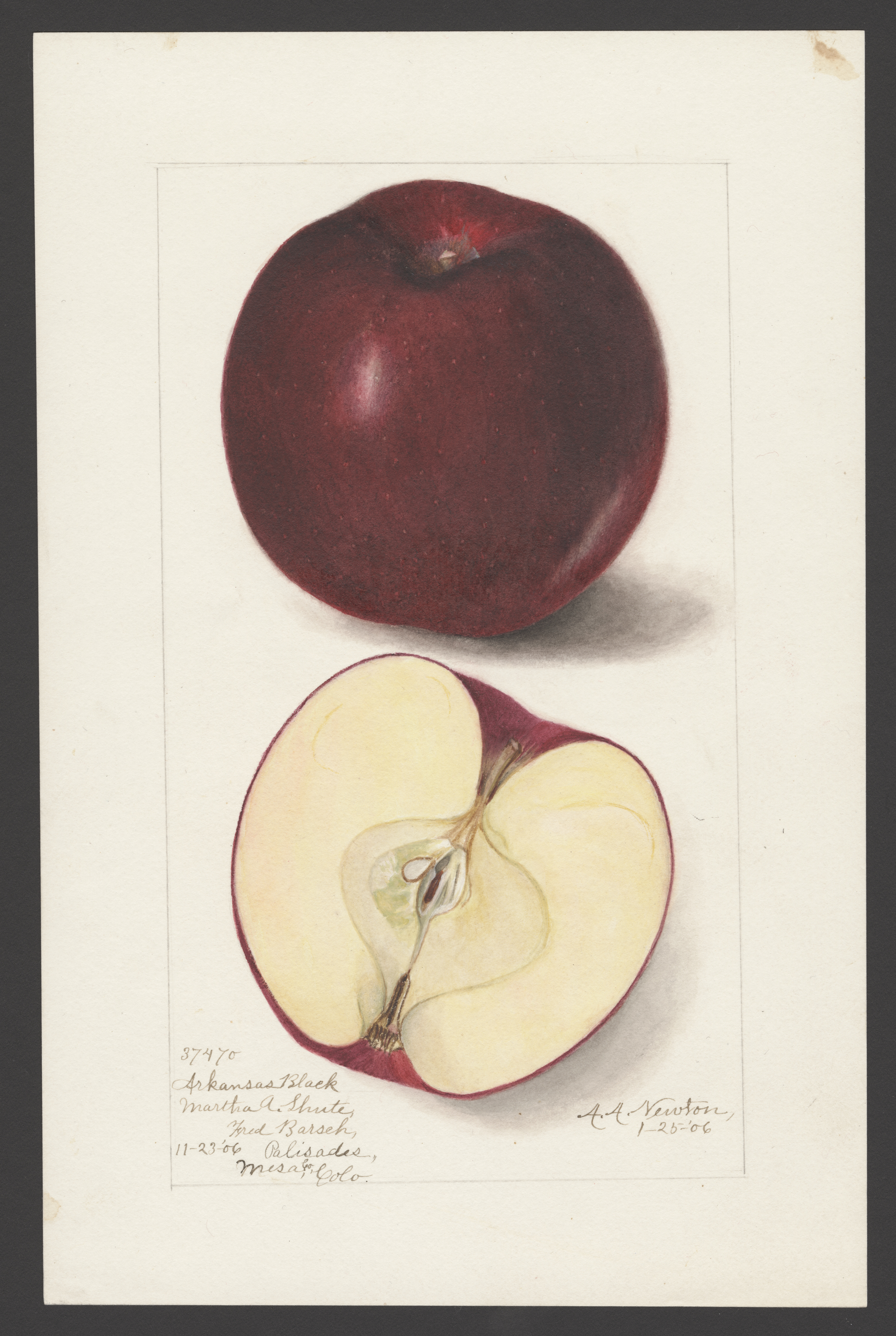

Arkansas Black là một giống táo có nguồn gốc từ giữa thế kỷ 19 tại Quận Benton, Arkansas. Nó không giống với giống cây trồng 'Arkansas' hay 'Arkansas Black Twig'.
Táo Arkansas Black thường có kích thước trung bình với hình dạng hơi dẹt. Nói chung nó có một màu đỏ rất đậm trên cây, đôi khi có một chút màu xanh lá cây khi bị che khuất khỏi mặt trời, táo phát triển màu tối hơn khi chúng chín, trở thành một màu đỏ rất đậm hoặc đỏ tía. Với phần bề ngoài vỏ tiếp tục đậm hơn. Arkansas Black là một trong những giống táo có màu tối nhất trong tất cả các giống táo, do đó có tên là như thế.
Thịt trong những năm có mùa màng tốt đáng chú ý là cứng và giòn khi còn tươi, mặc dù nó bị mềm một ít khi bảo quản. Làm bánh tart rất ngon đối với trái mới hái, táo ngọt dịu với vị đọng trong miệng. Arkansas Blacks được coi là một quả táo bảo quản lâu một cách tuyệt vời, và có thể được bảo quản trong sáu tháng trong điều kiện thích hợp.
Mặc dù giống được trồng ở khắp Hoa Kỳ, người ta nói rằng những quả táo tốt nhất đến từ phía tây Arkansas nơi giống cây có nguồn gốc. Được phổ biến như là một quả táo tươi được hái ở các quầy hàng ven đường và sản xuất, táo đã bắt đầu được phân phối thương mại và vì vậy hiện đang trở nên phổ biến rộng rãi hơn.